# Tielt-Winge 3000
Tielt-Winge 3000 is een Belgische voetbalclub uit Tielt-Winge. De club is aangesloten bij de KBVB met stamnummer 5337 en heeft groen en rood als kleuren.
Tielt-Winge 3000 is ontstaan uit een samenwerking op vlak van jeugdvoetbal van drie regionale Hagelandse ploegen: FC Meensel-Kiezegem, Tielt-Sport & SJV Motbroek in samenwerking met TW3000 Soccer Education die de jeugdvoetbalopleiding van deze drie elftallen verzorgde.
Om tot een efficiënte benutting van medewerkers, terreinen, infrastructuur en financiële middelen te kunnen komen én om beroep te kunnen doen op gemeentelijke investeringen in nieuwe infrastructuren drong een fusie op het niveaus van zowel jeugd- als seniorenvoetbal zich op.  
De hoofdploegen Tielt-Sport met stamnummer 5337, SJV Motbroek met stamnummer 7612, en Soccer Education TW3000 kwamen tot een akkoord. FC Meensel-Kiezegem met stamnummer 5716 bleef op eigen benen. De fusieclub werd Tielt-Winge 3000 genoemd en speelde verder met het stamnummer 5337 van Tielt Sport in derde provinciale. Stamnummer 7612 van SJV Motbroek verdween definitief. De clubkleuren werden de roodgroene kleuren van de gemeente. 
De nieuwe club Tielt-Winge 3000 schrijft in haar eerste seizoen 2010-2011 twee eerste ploegen in: een A-ploeg in derde provinciale en een B-ploeg in vierde provinciale. Daarnaast starten er in datzelfde startseizoen 13 jeugdploegen in diverse leeftijdscategorieën.
Zowel de jeugdploegen als de seniorenploegen halen regelmatig succes.
- Verschillende jeugdploegen slagen erin om de finale van de Vlanob-cup en de Jeugdcup Het Nieuwsblad te bereiken.

- De A-ploeg behaalt in 2014 in derde provinciale een eerste titel sinds de fusie en promoveert naar tweede provinciale. Het seizoen nadien degraderen ze terug naar derde provinciale om na het seizoen 2019-2020 opnieuw te promoveren naar tweede provinciale.

- Ook haar damesploeg promoveert jaar na jaar om uiteindelijk in het seizoen 2019-2020 uit te komen in eerste provinciale. Ook zij degraderen na een seizoen en spelen in het seizoen 2020-2021 terug in tweede provinciale.

In het seizoen 2023/24 behaalde de A-ploeg de titel in Derde Provinciale D, maar eerder in het jaar was al beslist de A-ploeg op te doeken en een doorstart te maken in Vierde Provinciale, waar de B-ploeg actief was.

## Bekende (ex-)spelers
- Hans Somers